# Зігіншор
Зігіншо́р (фр. Ziguinchor) — місто в південній частині Сенегалу, адміністративний центр однойменної області. Є також центром департаменту та всього південного регіону Казаманс.

## Географія
Зігіншор розташований в пониззі річки Казаманс, недалеко від її гирла, на висоті 15 м над рівнем моря.

### Клімат
Місто знаходиться у зоні, котра характеризується кліматом тропічних саван. Найтепліший місяць — червень із середньою температурою 28.9 °C (84 °F). Найхолодніший місяць — січень, із середньою температурою 25 °С (77 °F).
| Клімат Зігіншора        | Клімат Зігіншора | Клімат Зігіншора | Клімат Зігіншора | Клімат Зігіншора | Клімат Зігіншора | Клімат Зігіншора | Клімат Зігіншора | Клімат Зігіншора | Клімат Зігіншора | Клімат Зігіншора | Клімат Зігіншора | Клімат Зігіншора | Клімат Зігіншора |
| Показник                | Січ.             | Лют.             | Бер.             | Квіт.            | Трав.            | Черв.            | Лип.             | Серп.            | Вер.             | Жовт.            | Лист.            | Груд.            | Рік              |
| Абсолютний максимум, °C | 39               | 41               | 41               | 42               | 41               | 41               | 38               | 40               | 42               | 36               | 38               | 37               | 42               |
| Середній максимум, °C   | 31               | 34               | 35               | 35               | 34               | 32               | 30               | 30               | 31               | 32               | 32               | 31               | 32               |
| Середня температура, °C | 25               | 26               | 27               | 28               | 28               | 28               | 27               | 27               | 27               | 28               | 27               | 25               | 27               |
| Середній мінімум, °C    | 17               | 18               | 20               | 20               | 22               | 24               | 23               | 23               | 23               | 23               | 21               | 18               | 21               |
| Абсолютний мінімум, °C  | 10               | 11               | 13               | 12               | 15               | 15               | 20               | 17               | 18               | 20               | 12               | 8                | 8                |
| Днів з опадами          | 1                | 1                | 0                | 1                | 2                | 8                | 16               | 20               | 14               | 7                | 1                | 1                | 72               |
| ----------------------- | ---------------- | ---------------- | ---------------- | ---------------- | ---------------- | ---------------- | ---------------- | ---------------- | ---------------- | ---------------- | ---------------- | ---------------- | ---------------- |
| Джерело: Weatherbase    |                  |                  |                  |                  |                  |                  |                  |                  |                  |                  |                  |                  |                  |

## Історія
Першими європейцями, ступили на цю землю, стали члени португальської експедиції під проводом Альвізе Када-Мосто в 1457 році. Експедиція була організована португальським інфантом Генріхом мореплавцем. Однак перше поселення тут було засновано португальцями тільки в 1645 році. В 1886 році Зігіншор перейшов під владу Франції. З 1960 року — в складі незалежного Сенегалу. Під час війни за незалежність Гвінеї-Бісау місто піддалося обстрілу з боку португальських військ (Зігіншор розташований в безпосередній близькості від Гвінеї-Бісау, що була у той час португальською колонією), які переслідували загони ПАІГК.

## Населення
Зігіншор є одним з найбільш багатонаціональних міст країни, тут проживають представники народів мандінка, діола, волоф, фульбе, сонінке та ін.
За даними на 2013 рік чисельність населення міста становила 169 708 осіб.
 Динаміка чисельності населення міста за роками:
| 1988    | 1 997   | 2001    | 2002    | 2013    |
| ------- | ------- | ------- | ------- | ------- |
| 124 283 | 180 555 | 216 971 | 153 269 | 169 708 |

## Економіка
Через порт міста вивозяться вугілля та залізна руда. У місті існує виробництво арахісової пасти. Також в Зігіншорі є аеропорт.

## Міста-побратими
- Сен-Мор-де-Фоссе, Франція (1966)
- Віана-ду-Каштелу, Португалія (1989)